# Cavada Grande
Cavada Grande (Michel Delving en el original inglés) es un lugar ficticio que pertenece al legendarium creado por el escritor J. R. R. Tolkien y que aparece en su novela El Señor de los Anillos. Es un pueblo de la Comarca, ubicado en la Cuaderna del Oeste, al pie de las Quebradas Blancas. Es la vecindad más grande e importante de La Comarca. 

## Geografía e historia
Aparte de los típicos smials (agujeros hobbit), había muchas casas hechas de madera, ladrillo y piedra. Bajo el suelo había numerosos almacenes que durante la Guerra del Anillo, cuando Saruman tomó el control de la Comarca, fueron convertidos en prisiones, aunque algunos se conservaron como almacenes para guardar cerveza. Tras la Batalla de Delagua, Frodo Bolsón fue a Cavada Grande y liberó a los presos que tenían encerrados, entre ellos Fredegar Bolger, Lobelia Sacovilla-Bolsón y el alcalde Will Pieblanco. 
En Cavada Grande se encontraba el Hogar de los Mathoms, un museo en el que se podían encontrar todos aquellos objetos que no tenían un uso inmediato para los hobbits, pero que tampoco se decidían a deshacerse de ellos. Un ejemplo es el pequeño arsenal que allí había. Tras regresar de su aventura en la Montaña Solitaria, Bilbo Bolsón donó al museo su cota de malla hecha de mithril, aunque más tarde la recuperaría para dársela a Frodo.
También se encontraba allí la sede del gobierno, donde residía el Alcalde de la Comarca, que cumple el oficio de Jefe de correos y de Primer Oficial de la policía. Era elegido cada siete años y a mediados del verano en la Feria Libre de las Quebradas Blancas.